# Johannes Kleiman
Johannes Kleiman (Koog aan de Zaan, 17 de agosto de 1896 — Amsterdã, 28 de janeiro de 1959) foi um escriturário neerlandês, conhecido como Mr. Koophuis após a divulgação póstuma do Diário de Anne Frank (1947). No final da década de 1930, Kleiman foi contratado por Otto Frank para atuar na área financeira de sua empresa, Opekta Works. Durante a ocupação alemã nos Países Baixos na Segunda Guerra Mundial, foi um dos funcionários responsáveis por esconder Frank, sua família e outros amigos de origem judaica em cômodos ocultos da companhia. Após o esconderijo ter sido descoberto pela Gestapo, Kleiman foi enviado para campos de concentração e passou a ser considerado inimigo da Alemanha Nazista. Com o término da guerra, ajudou Otto a criar a Fundação Anne Frank. Em 1972, foi condecorado postumamente como Justos Entre as Nações pelo Yad Vashem.